# Israël Mutombo
Israël Mutombo, connu sous son surnom Sango mokonzi, né le 11 mars 1978 dans le Kasaï, est un présentateur congolais qui s'est imposé dans l'espace médiatique avec son émission  socio-politique très suivie, Bosolo na politik,.

## Biographie
Formé en biologie, il commence sa carrière à la télévision sur la chaîne Africa TV avant de rejoindre Congo-web, puis PSTV. Incarcéré et suspendu plus d'une fois, voire son émission Bosolo na politik transformée en chaîne de télévision, pour son style unique, mêlant humour, franc-parler, et utilisation du lingala, Israël a rapidement attiré l'attention du public et des acteurs socio-politiques en RDC.